# Liste der Einträge im National Register of Historic Places im Humboldt County (Nevada)
Diese Liste der Einträge im National Register of Historic Places im Humboldt County (Nevada) enthält alle in Humboldt County, Nevada in das National Register of Historic Places eingetragenen Gebäude, Bauwerke, Objekte, Stätten oder historischen Distrikte.
Diese Liste entspricht dem Bearbeitungsstand des National Park Service/National Register of Historic Places vom 25. Oktober 2024.

## Legende
| NRHP | Historic Place             |
| HD   | National Historic District |

## Aktuelle Einträge
| [ 2 ] | Name                           | Bild                           | Eintragsdatum                                    | Lage | Ort             | Beschreibung |
| ----- | ------------------------------ | ------------------------------ | ------------------------------------------------ | --- | --------------- | ------------ |
| 1     | Andorno Station                | weitere Bilder                 | 30. März 1995 ID-Nr. 95000329                    | 9535 U.S. Route 95 41° 27′ 28″ N, 117° 48′ 2″ W                                                                       | Winnemucca      |              |
| 2     | Applegate-Lassen Trail         | Applegate-Lassen Trail         | 18. Dez. 1978 ID-Nr. 81000729 78001722, 81000729 | der Trail verläuft von Rye Patch in nordwestlicher Richtung zum Grenzverlauf von Nevada 41° 11′ 45″ N, 119° 16′ 36″ W | Sulphur         |              |
| 3     | Golconda School                | weitere Bilder                 | 14. Nov. 1991 ID-Nr. 91001651                    | an der Straßenkreuzung der Morrison und 4th Street 40° 57′ 10″ N, 117° 29′ 17″ W                                      | Golconda        |              |
| 4     | Humboldt County Courthouse     | weitere Bilder                 | 19. Aug. 1983 ID-Nr. 83001109                    | 5th und Bridge Street 40° 57′ 59″ N, 117° 44′ 11″ W                                                                   | Winnemucca      |              |
| 5     | Humboldt River Bridge          | weitere Bilder                 | 30. März 1995 ID-Nr. 95000322                    | N. Bridge Street, über den Humboldt River 40° 58′ 35″ N, 117° 44′ 17″ W                                               | Winnemucca      |              |
| 6     | Last Supper Cave               |                                | 6. Dez. 1975 ID-Nr. 75001111                     | Adresse nicht veröffentlicht                                                                                          | Denio           |              |
| 7     | Martin Hotel                   | Martin Hotel                   | 24. Okt. 2003 ID-Nr. 03001067                    | 94 W. Railroad Street 40° 58′ 15″ N, 117° 43′ 50″ W                                                                   | Winnemucca      |              |
| 8     | Micca House                    | Micca House                    | 11. Juni 1975 ID-Nr. 75001112                    | Bridge Street 41° 29′ 34″ N, 117° 31′ 54″ W                                                                           | Paradise Valley |              |
| 9     | Paradise Valley Ranger Station | Paradise Valley Ranger Station | 19. Juni 1996 ID-Nr. 96000662                    | 355 S. Main Street, im Humboldt National Forest 41° 29′ 20″ N, 117° 32′ 1″ W                                          | Paradise Valley |              |
| 10    | W.C. Record House              | weitere Bilder                 | 27. Aug. 1980 ID-Nr. 80002467                    | 146 W. 2nd Street 40° 58′ 24″ N, 117° 44′ 13″ W                                                                       | Winnemucca      |              |
| 11    | Silver State Flour Mill        |                                | 13. Mai 1976 ID-Nr. 76001142                     | östlich von Paradise Valley, in der Nähe der Nevada State Route 8 41° 30′ 44″ N, 117° 26′ 19″ W                       | Paradise Valley |              |
| 12    | US Post Office-Winnemucca Main | weitere Bilder                 | 28. Feb. 1990 ID-Nr. 90000137                    | 90 W. 4th Street 40° 58′ 21″ N, 117° 44′ 2″ W                                                                         | Winnemucca      |              |
| 13    | Winnemucca Grammar School      | Winnemucca Grammar School      | 14. Nov. 1991 ID-Nr. 91001654                    | 522 Lay Street 40° 58′ 12″ N, 117° 44′ 1″ W                                                                           | Winnemucca      |              |
| 14    | Winnemucca Hotel               | Winnemucca Hotel               | 26. Mai 2005 ID-Nr. 05000471                     | 95 S. Bridge Street 40° 58′ 28″ N, 117° 44′ 15″ W                                                                     | Winnemucca      |              |